# Анна-Марія Вагнер
Анна-Марія Вагнер (нім. Anna-Maria Wagner, нар. 17 травня 1996) — німецька дзюдоїстка, дворазова бронзова призерка Олімппійських ігор 2020 року, чемпіонка світу.

## Виступи на Олімпіадах
| Олімпіада  | Дисципліна      | Місце |
| ---------- | --------------- | ----- |
| Токіо 2020 | до 78 кг        | 3     |
| Токіо 2020 | змішана команда | 3     |